# Estany d'Es Peix
La playa Estany d'Es Peix está situada en la isla de Formentera, en la comunidad autónoma de las Islas Baleares, España.
La playa está resguardada del mar, aunque comunicada con el mar abierto a través de un estrecho paso llamado Sa Boca. Las arenas de esta playa son muy finas y algo fangosas. 